# Kabala (Turcja)
Kabala – miasto w Turcji, w prowincji Mardin. W 2014 roku liczyło 8795 mieszkańców.